# Atyopsis
Atyopsis A. Fenner Chace, Jr., 1983 è un genere di gamberetti di acqua dolce provenienti dal Sud-Est asiatico.

## Descrizione
I crostacei del genere Atyopsis, a differenzia da Atya, presentano degli speroni sulle zampe e una diversa forma del telson.
Le due specie si differenziano per il numero di denti sul lato inferiore del rostro , A. spinipes ne ha 2-6, mentre A. moluccensis ha 7-16

## Tassonomia
Il genere comprende soltanto 2 specie:
- Atyopsis moluccensis
- Atyopsis spinipes

## Habitat e Distribuzione
Sono endemici dello Sri Lanka  e delle Isole Samoa, ma si trovano anche ad Okinawa, nonché in Malaysia ed in India.

## Acquariofilia
Se tenute in acquario queste specie preferiscono avere un flusso d'acqua moderato.
Come qualsiasi altro crostaceo fa la muta crescendo. Durante questo processo, il gambero è molto vulnerabile e potrebbe essere predato dagli eventuali pesci dell'acquario.